# Julietta

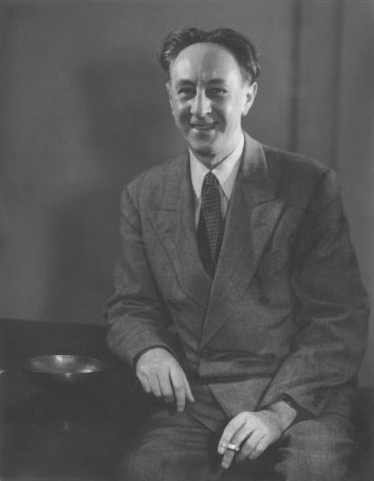
Bohuslav Martinů

Julietta är en tjeckisk opera i tre akter med musik och text (på franska) av Bohuslav Martinů efter pjäsen Juliette, ou La clé des songes (Julietta eller Drömmarnas nyckel) av Georges Neveux.

## Historia
Författaren Neveux hade lovat Kurt Weill att denne skulle få rättigheterna till pjäsen för att skriva en opera. I samma veva fick Neveux en inbjudan från Martinů att komma och lyssna på första akten av Julietta, som denne hade komponerat utan att veta om rättighetsproblemet. Neveux hade inte modet att berätta sanningen för Martinů men efter genomlyssningen blev han överväldigad:
För första gången i mitt liv hade jag verkligen trängt in i Julietta värld. Martinů hade åstadkommit ett sådan mästerverk att jag blev helt stum. Nästa dag skrev jag till Weills amerikanske agent att det hade blivit ett missförstånd och att min pjäs inte var fri.
Julietta är Martinůs mästerverk inom operakonsten och det var ett verk som han var djupt engagerad i. Teman som längtan och vandring appellerade starkt till denne kompositör som befann sig i exil större delen av sitt liv. Figuren Julietta var knuten inte bara till hans fru Charlotte, men även till hans elev Vítĕzsla Kaprálová med vilken han kan ha varit känslomässigt involverad i.
Verket uruppfördes den 16 mars 1938 i Prag.

## Personer
- Julietta (sopran)
- Michel (tenor)
- En liten arab (mezzosopran)
- En gammal arab (basstämma)
- Kvinna som säljer fåglar och höns (mezzosopran)
- Kvinna som säljer fisk (sopran)
- Mannen med hjälmen (baryton)
- Poliskonstapeln (tenor)
- Tre herrar (sopraner)
- Den unge farfadern (bas)
- Farfadern (bas)
- Farmodern (kontraalt)
- Spågumman (kontraalt)
- Säljaren av minnen (basbaryton)
- Den gamle sjömannen (bas)
- Den unge sjömannen (tenor)
- Den gamla damen (mezzosopran)
- Skogvaktaren (tenor)
- Budbäraren (sopran)
- Tjänstemannen (tenor)
- Tiggaren (basbaryton)
- Den dömde (bas)
- Järnvägsingenjören (tenor)
- Nattvakten (bas)
- Stadsbor, en grupp gråa figurer (kör)

## Handling

### Akt I
Michel återvänder till en liten kuststad för att söka efter Julietta, en ung flicka vars röst han hörde från ett fönster vid ett tidigare besök och som inte har lämnat honom någon ro. Alla personer i denna konstiga värld har förlorat minnet och när Michel berättar om en badanka han hade som barn utnämns han till stadens borgmästare - ett beslut som omedelbart glöms bort av varenda en. Slutligen finner han Julietta och de beslutar sig för att mötas i skogen.

### Akt II
Flera män letar efter Julietta i skogen. En spådam siar om det förflutna, inte om framtiden, en handelsresande säljer minnen. Julietta och Michel möts och förklarar varandra sin kärlek, men de förstår inte varandra. Hon försöker ge sig av och Michel skjuter mot henne när hon flyr. Michel är osäker på om skjutningen var en dröm eller inte. Sjömän letar efter Julietta men finner bara hennes halsduk. Michel går till hennes hus men ingen där känner henne. Michel åker iväg ombord på ett fartyg och hör Juliettas röst återigen från hennes fönster.

### Akt III
Michel är på Drömkontoret. Olika personer inträder jagade av drömmar och i alla av dem återfinns Julietta. Michel vill stanna på kontoret men chefen säger åt honom att gå och visar honom de grå, ansiktslösa varelserna som befinner sig där fångade i sina drömmar. Michel hör Julietta ropa bakom en dörr. Nattvakten låser upp dörren och visar Michel att det inte finns något bakom den och han är på väg att gå när han hör rösten igen. Michel vill gå tillbaka och operan återvänder till början i det att Michel återvänder till sin dröm.